# 칠보중학교 (경기)
칠보중학교(七寶中學校)는 대한민국 경기도 수원시 권선구 금곡동에 있는 공립 중학교이다.

## 학교 연혁
- 2003년 2월 13일 : 칠보중학교 인가
- 2003년 3월 1일 : 초대 박평제 교장 부임
- 2003년 3월 5일 : 제1회 입학식 (9학급 350명)
- 2003년 10월 4일 : 현재 위치의 교사(校舍)로 이전
- 2003년 10월 23일 : 개교 기념식 거행
- 2005년 10월 25일 : 경기도교육청 지정 ICT 활용교육 시범학교 운영보고
- 2006년 2월 15일 : 제1회 졸업식 (9학급 320명)
- 2009년 10월 29일 : 경기도교육청 지정 수준별수업 교과교실제 시범학교 운영보고
- 2012년 11월 14일 : 경기도교육청 지정 선진형 교과교실제 연구학교 운영보고
- 2013년 11월 25일 : 경기도교육청 지정 예술중점형 교육과정 특성화교 운영
- 2023년 1월 6일 : 제18회 졸업식(9학급 247명) (졸업생 현인원 4,535명)
- 2023년 3월 2일 : 제21회 입학식(8학급 253명)
- 2023년 9월 1일 : 제9대 박문철 교장 취임

## 참고 자료
- 칠보중학교 - 한국교육학술정보원 학교알리미